# 拉杜萨
拉杜萨（義大利語：Raddusa），是意大利西西里大区卡塔尼亞廣域市的一个市镇。总面积23.32平方公里，人口3281人，人口密度140.7人/平方公里（2009年）。ISTAT代码为087036。